# Untertanengebiet

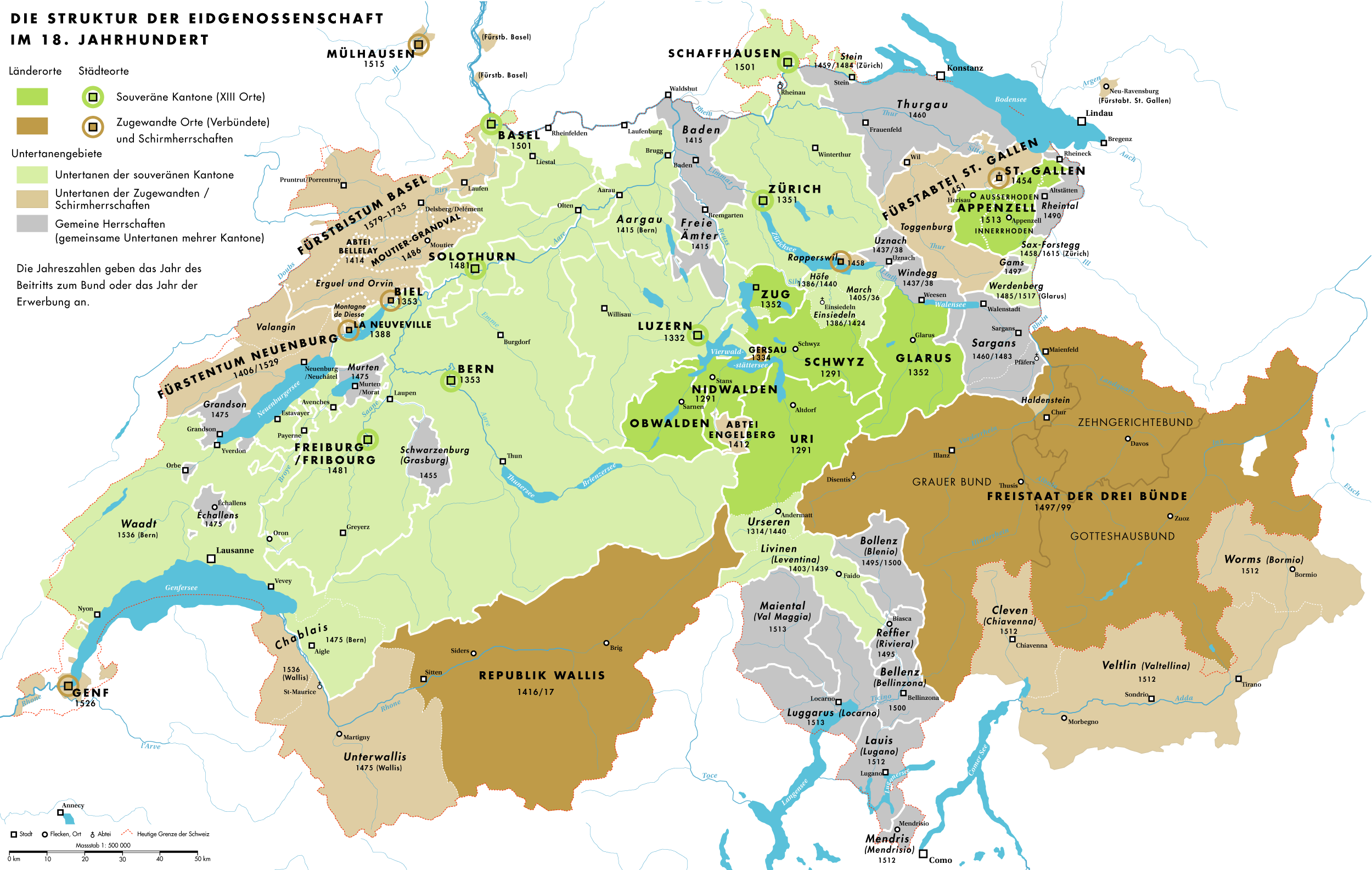
Die Struktur der Alten Eidgenossenschaft im 18. Jahrhundert. In hellen Farben die Untertanengebiete der Stadt- und Länderorte, der Zugewandten Orte sowie die Gemeinen Herrschaften.

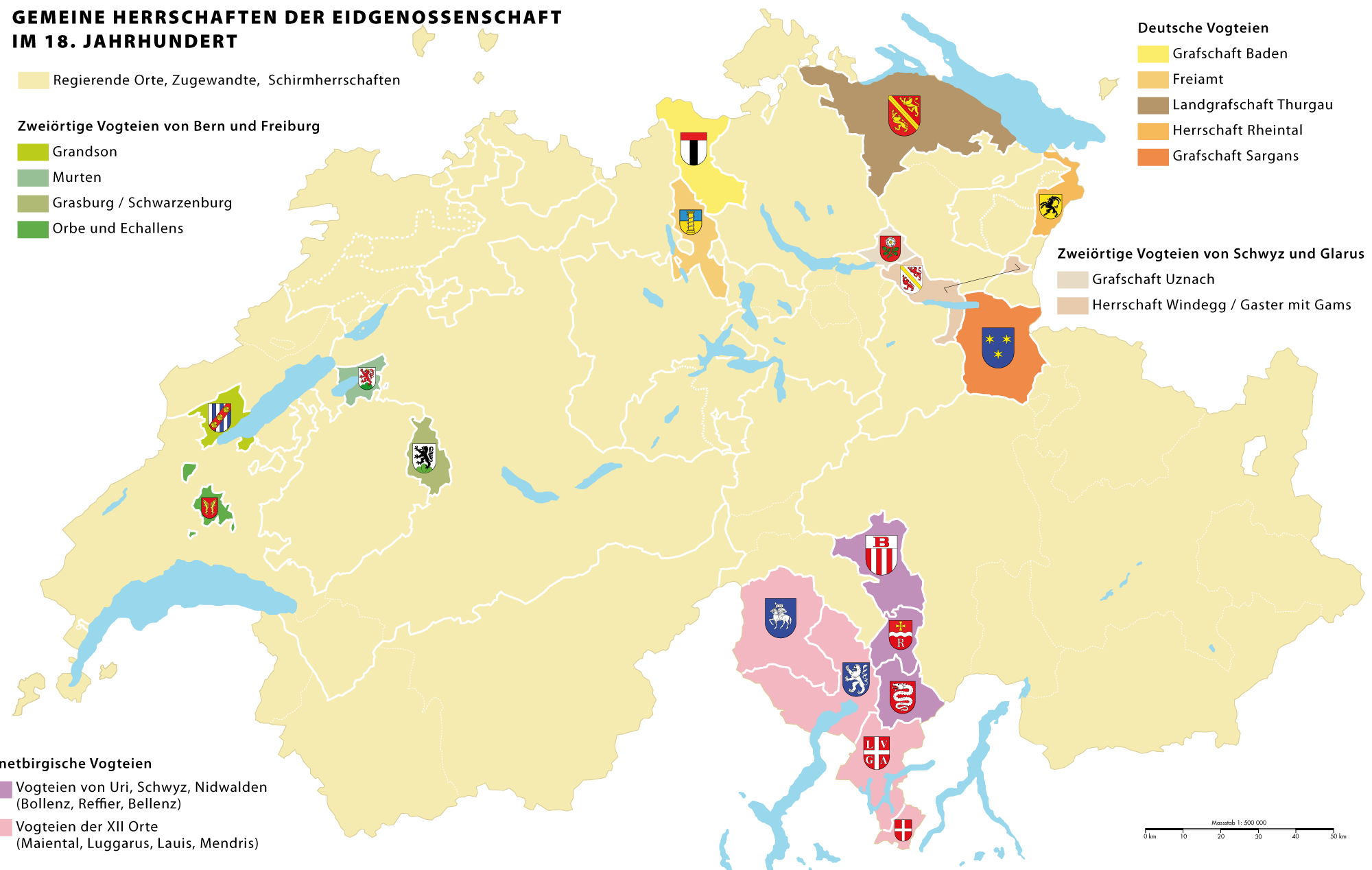
Karte der Gemeinen Herrschaften in der Alten Eidgenossenschaft

Als Untertanengebiete oder Untertanenlande wurden in der Alten Eidgenossenschaft diejenigen Gebiete bezeichnet, die keine politische Selbstständigkeit besassen.

## Arten von Untertanengebieten
- Die Territorien der Stadtorte, mit Ausnahme der Städte selbst. Die Macht in den Stadtorten ging von den Bürgern der Hauptstadt aus, beziehungsweise von einer kleinen Oberschicht (den Patriziern) innerhalb dieser. Somit war der Rest dieser Orte faktisch Untertanenland. Allerdings gab es auch hier föderalistische Strukturen, die auf altüberlieferten Freiheitsrechten beruhten. Innerhalb des Kantons Bern verfügten die Munizipalstädte Aarau, Brugg, Zofingen und Lenzburg über eine eigene Ratsverfassung und grosse Autonomie. Die Landschaft Haslital konnte einen Teil der lokalen Behörden selbst wählen. Im Kanton Zürich besassen die sog. Munizipalstädte Winterthur und Stein am Rhein ihrerseits ebenfalls Untertanengebiete.
- Die Untertanengebiete der Länderorte. Hier ging die Macht von den Landsgemeinden aus, doch im Herrschaftsbereich dieser Orte gab es auch Bezirke, deren Bewohnern keine Mitsprache gewährt wurde. Diese Gebiete waren:
  - Im Kanton Zug die Gemeinden Cham, Hünenberg, Risch (damals Gangolfswil), Steinhausen und Walchwil.
  - Im Kanton Schwyz die Bezirke March, Höfe, Einsiedeln und Küssnacht.
  - Im Kanton Glarus die Grafschaft Werdenberg (heute Kanton St. Gallen).
  - Im Kanton Uri das Urserental und das Livinental (Leventina, heute Kanton Tessin).
- Die Untertanengebiete der  zugewandten Orte zum Beispiel:
  - Drei Bünde die Gebiete um die Städte Chiavenna, Sondrio, Morbegno, Tirano und Bormio also das Veltlin.
  - Fürstabtei St. Gallen die Landschaften Toggenburg und Fürstenland.
  - Wallis das Unterwallis.
  - Fürstbistum Basel der heutige Kanton Jura.
- Die Gemeinen Herrschaften. Sie waren mehreren Orten gemeinsam unterstellt.